# 로아-회네포스선
로아-회네포스선(노르웨이어: Roa–Hønefossbanen)은 노르웨이 로아와 회네포스를 잇는 단선 전철화 철도 노선이다. 로아 역에서 예비크 선과 연결되며, 회네포스 역에서는 란스피오르 선과 베르겐 선과 연결된다. 오슬로 터널이 개통되기 전, 이 노선을 통하여 베르겐 선에서 오슬로 외스트 역으로 진입할 수 있었다.
베르겐 선의 마지막 부분과 함께 1909년 12월 1일 개통하였고, 전철화는 1961년에 완료되었다. 1989년까지는 대부분의 오슬로-베르겐 여객 열차가 이 노선을 사용하여 오슬로 외스트 역에 종착하였고, 란스피오르 선을 사용하는 경우 오슬로 베스트 역에 종착하였다. 오슬로 터널 개통 이후 대부분 오슬로-베르겐 여객 열차는 란스피오르 선 경유로 변경되었고, 통근 열차 운행이 중단되었다. 현재에도 화물 열차는 이 노선을 사용하며, 란스피오르 선을 사용할 수 없는 경우 여객 열차가 운행되기도 한다.

## 경로

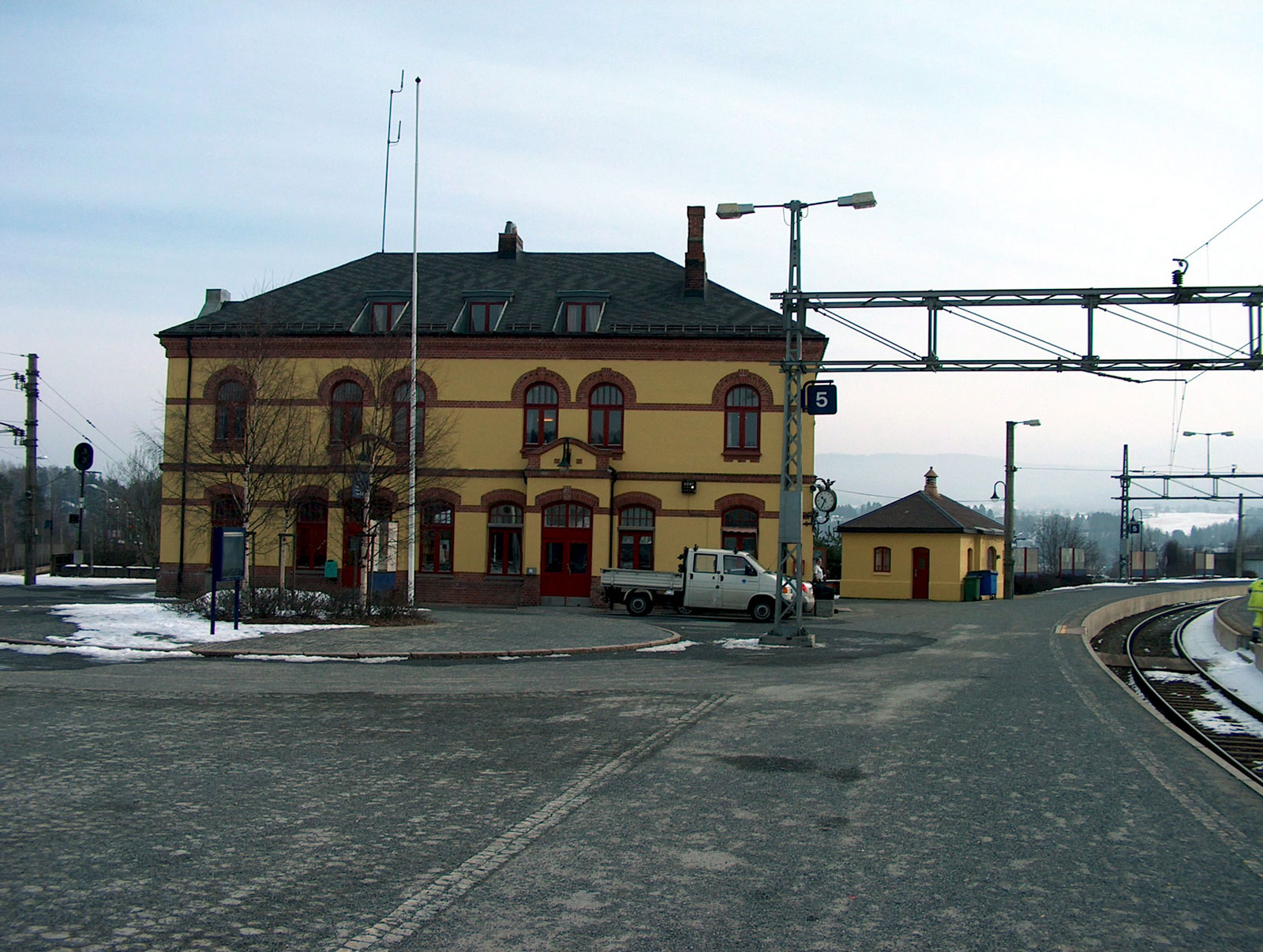
회네포스 역

이 노선의 시점은 로아 역이며, 예비크 선의 오슬로 센트랄 기점 57.54km에 있는 역이기도 하다. 해발 고도는 313.2m이며, 로아 역은 이 노선 상에서 제일 높은 곳에 위치해 있다. 로아 역에서 남서쪽으로 진행하여 로아 기점 19km에 있는 예브나케르 역으로 간다. 오랫동안 예브나케르에는 역이 2개 있었으며, 각각 로아-회네포스 선의 중간역과 란스피오르 선의 종착역 역할을 담당하였다. 회네포스 역에서 란스피오르 선과 합류한 다음 베르겐 선으로 진행한다. 오슬로에서 로아 경유 회네포스까지의 거리는 89.57 km, 드람멘 경유 거리는 124.21km이다.

## 역사

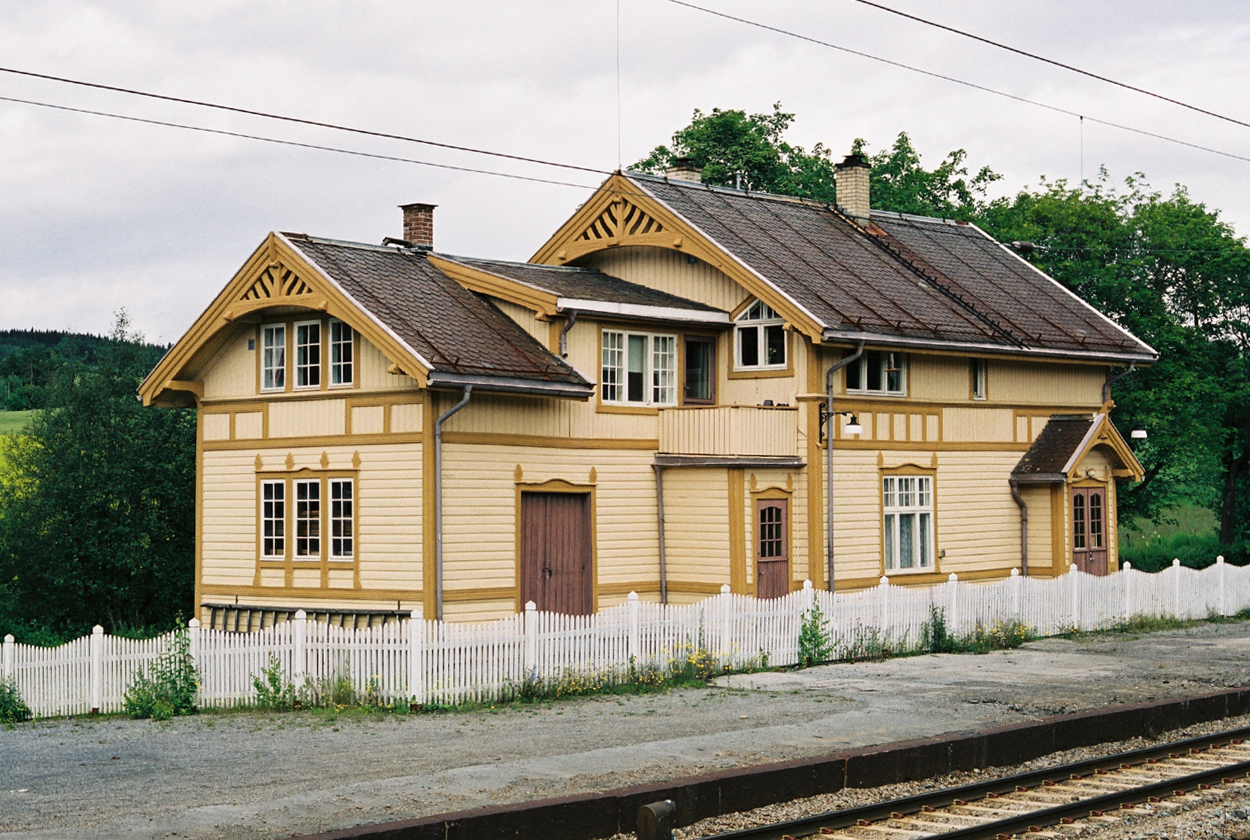
그린볼 역

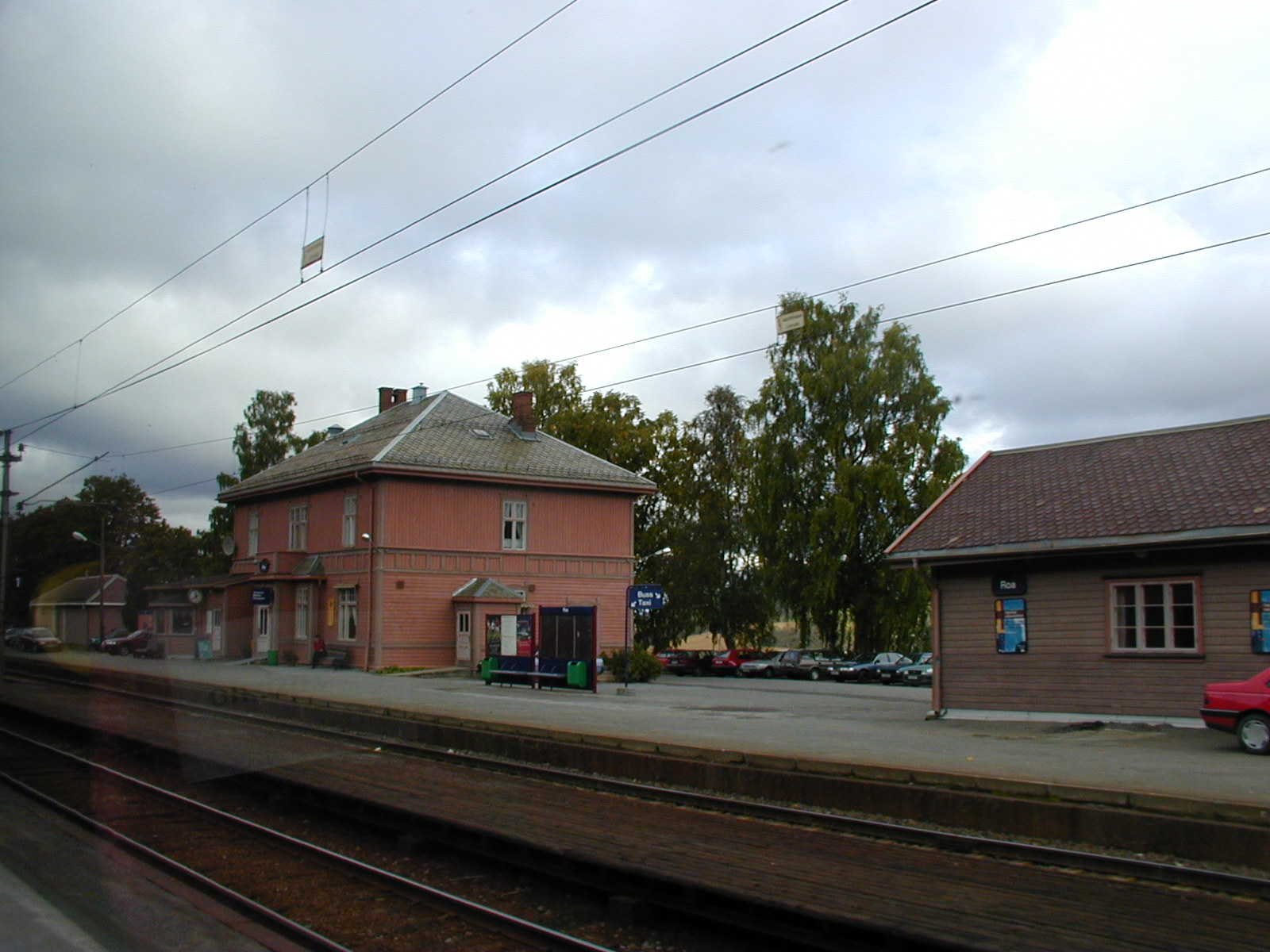
로아 역

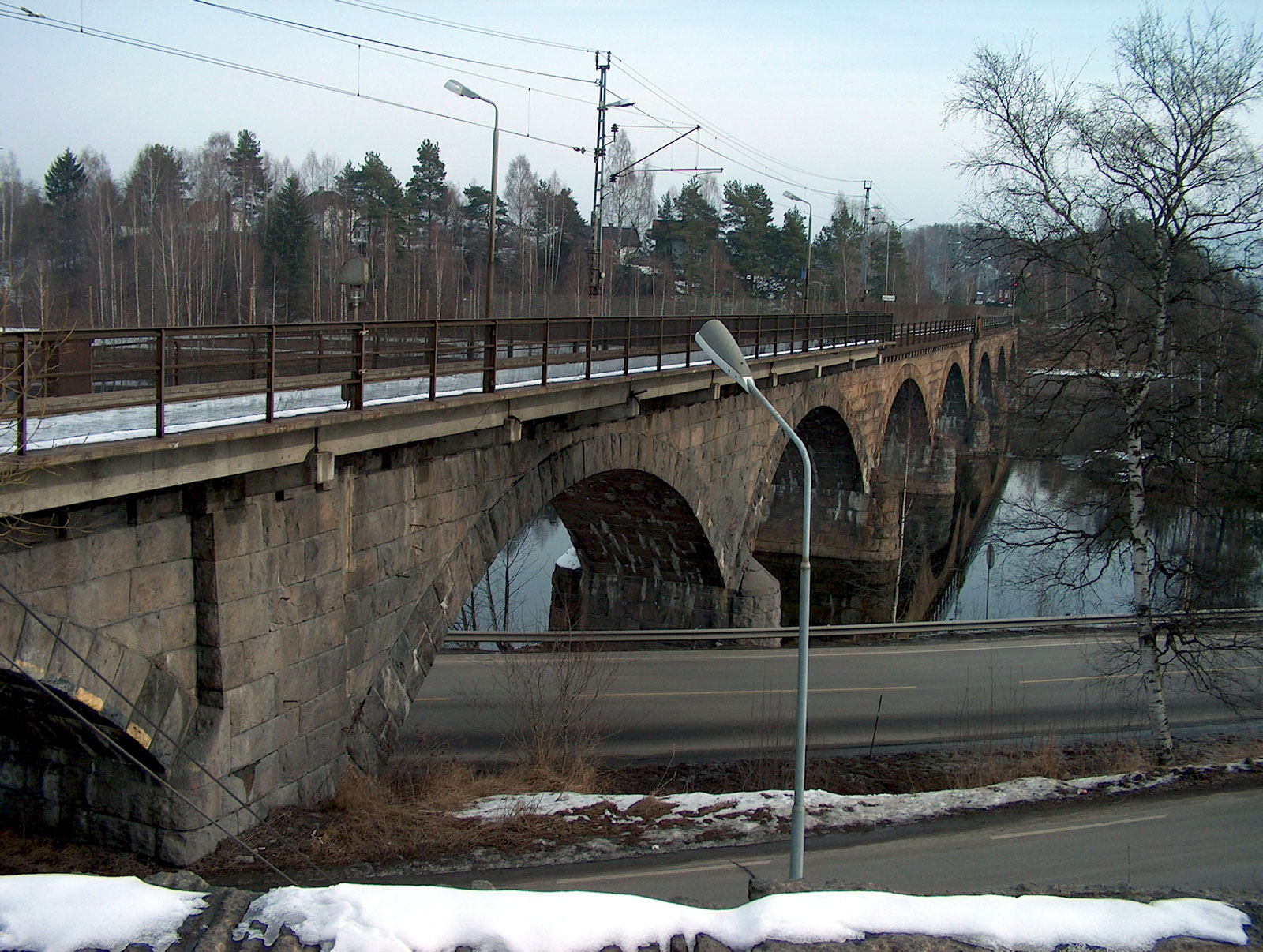
베그나 강을 건너는 다리

회네포스 역은 란스피오르와 드람멘을 잇는 란스피오르 선의 중간역으로 1868년 10월 13일 개업하였다. 베르겐 선의 초기 계획은 회네포스를 지나 오슬로 베스트 역으로 연결되는 것이었으나, 정치적 반대 및 기술적 한계로 힘들었다. 1880, 1890년대에는 스웨덴과 연결되지 않는 모든 철도 노선은 1067mm 케이프 궤간으로 건설되었으며, 드람멘 선을 비롯한 오슬로 서쪽에 있는 철도 노선도 이에 포함되었다. 예비크 선을 건설할 때 군사적 이유로 표준궤로 건설하기로 했으며, 베르겐 선도 표준궤로 건설되었다. 오슬로에서 회네포스 사이는 예비크 선을 통하여 더 중요한 오슬로 외스트 역으로 종착시키기로 하였다. 로아-회네포스 선과 회네포스 기점 베르겐 선 건설 계획은 1898년 6월 2일 의회에서 통과되었다.
로아-회네포스 선은 베르겐 선의 일부로 건설되었으며, 1903년 착공하였다. 이 구간은 상대적으로 평평했으며 난이도가 쉬웠다. 베르겐 선의 회네포스-굴스비크 구간과 함께 1909년 11월 27일 개통하였으며 개통식에는 당시 국왕 호콘 7세가 참석하였다. 영업 운행은 12월 1일부터 진행되었다. 개업 당시 역은 로아, 그린볼, 예브나케르, 볼, 회네포스 역이었다.
개업 당시 오슬로-베르겐간 여객 열차 및 하계 추가 열차가 운행하였고, 회네포스-오슬로 간 열차 2편성이 있었다. 1912년 5월 1일부터 야간 열차가 도입되었고, 여객/화물 혼합 열차도 도입되었다. 1915년 8월 16일 비울 역이 개업하였고, 10월 1일 키스테포스 역이 개업하였다. 제 1차 세계 대전의 영향으로 1917년 5월 20일부터 1919년 6월 7일까지 야간 열차 영업이 1주일당 2회로 축소되었다. 1930년 칼브셰, 군스타드, 베르예르포스, 회넨 역이 개업하였다. 제 2차 세계 대전 중에는 1일 1편성 이상 운행하지 않았다. 1940년 중에는 오슬로-베르겐간 열차가 드람멘 및 란스피오르 선 경유로 조정되었으나, 지역 열차는 계속 운행하였다.
1945년 11월 18일부터 오슬로-베르겐 열차가 로아 경유로 변경되었으며, 지역 열차는 1일 3왕복으로 증편하였다. 1946년 주간 야간 열차가 3회 추가되었다. 1947년 1월 2일부터 5월 1일까지는 오슬로-예일로간 열차가 1주에 4회 운행하였다. 1950년대부터 상황이 개선되어 1일 주간 및 야간 열차, 급행 열차가 각각 3회 운행하였고, 급행 열차는 회네포스와 오슬로 사이를 무정차 통과하였다. 1952년 8월 18일 크벨스루드 역이 개업하였다.
1930년대에 베르겐 선을 전철화하기로 결정하였다. 베르겐-보스간 전철 노선이 1954년 개업한 후, 예비크 선과 로아-회네포스 선도 같이 전철화하기로 했다. 오슬로-야렌, 로아-회네포스간의 전철화는 1961년 2월 1일 완공되었다. 1973년 12월 10일 자동 신호기가 추가되었고, 1987년 10월 27일에는 ATS가 추가되었다.
1984년 6월 3일 주간 열차는 드람멘 경유로 조정되었다. 1989년까지는 회네포스 발 로아 경유 오슬로행 열차가 1일 4왕복 운행하였으며, 1989년 아침에 오슬로를 출발하여 오후에 돌아오는 1일 1왕복으로 축소되었다. 1990년대 후반에는 이 열차도 운행을 중단하였다. 이후 로아-회네포스 선은 화물 전용 및 가끔씩 여객 열차가 다니는 선로가 되었다. 오슬로 터널 개통 이후 모든 여객 열차가 드람멘 경유로 조정되었으며, 드람멘 선이나 란스피오르 선이 운행 불가능할 때 예비 선로로 사용된다.

### 참고 문헌
- Nils Carl, Aspenberg (1999). 《Fra Roa til Bergen: historien om Bergensbanen》 (노르웨이어). Oslo: Baneforlaget. ISBN 82-91448-28-0.
- Trond, Bergh (2004). 《Jernbanen i Norge 1854–2004: Nye spor og nye muligheter 1854–1940》 (노르웨이어). Bergen: Vigmostad & Bjørke. ISBN 82-419-0331-6.
- Bjerke, Thor (1994). 《Banedata '94》 (노르웨이어). Oslo: Norsk Jernbaneklubb. ISBN 82-90286-15-5.